# Bernhard von Cles
Bernhard von Cles (ur. 11 marca 1485 w Cles, zm. 30 lipca 1539 w Bressanone) – austriacki kardynał.

## Życiorys
Urodził się 11 marca 1485 roku w Cles, jako syn Hildebranda von Cles i Dorothei Fuchs. Studiował na Uniwersytecie Bolońskim, gdzie uzyskał doktorat utroque iure, a następnie został kanonikiem kapituły w Trydencie, notariuszem apostolskim i radcą prawnym Maksymiliana I. W czerwcu 1514 roku został wybrany biskupem Trydentu, a papież potwierdził tę nominację 25 września. 8 września 1515 roku przyjął święcenia kapłańskie, a 10 grudnia sakrę. Po śmierci cesarza został członkiem rady regencyjnej, do czasu rządów Karola V. W 1525 roku potępiał powstanie chłopskie w Niemczech, a trzy lata później został kanclerzem w sądzie cesarskim. 9 marca 1530 roku został kreowany kardynałem prezbiterem i otrzymał kościół tytularny Santo Stefano al Monte Celio. 13 lipca 1539 roku został mianowany administratorem apostolskim Bressanone, jednak zmarł tamże siedemnaście dni później.